# Daniel Wilhelm Sommerwerck

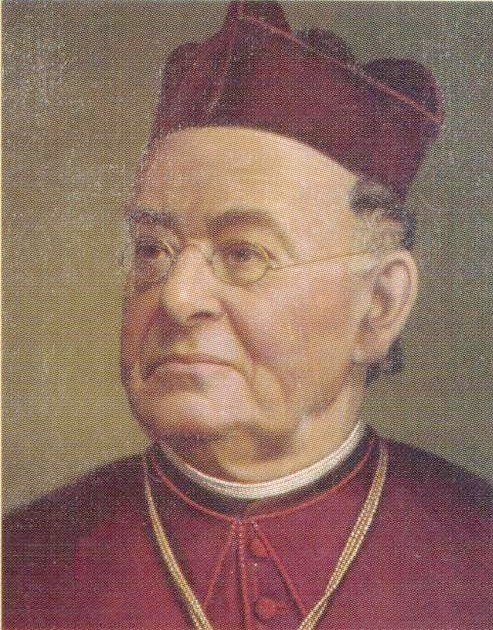
Daniel Wilhelm Sommerwerck

Daniel Wilhelm Sommerwerck genannt Jacobi (* 21. April 1821 in Minden; † 18. Dezember 1905 in Hildesheim) war seit 1871 für 34 Jahre Bischof von Hildesheim.

## Werdegang
Sommerwerck war der Sohn evangelischer Eltern und wurde in Minden lutherisch getauft. Bald nach seiner Geburt starb sein Vater, und die Mutter, die erneut geheiratet hatte, vertraute ihn Karl Jacobi, dem Bruder seines Stiefvaters, an. Dieser war seit 1827 Kaplan in Ringelheim, danach bis 1861 Pfarrer in Bavenstedt. 
1833 bis 1839 absolvierte Sommerwerck die Gymnasialzeit am Josephinum in Hildesheim und studierte danach Theologie an der Philosophisch-theologischen Lehranstalt. Wegen Kandidatenüberschusses sollte er als „Auswärtiger“ jedoch nicht Gemeindepfarrer, sondern Geistlicher Studienrat werden, wofür er 1843–1846 in Bonn und Göttingen zusätzlich Klassische Philologie und Geschichte studierte. Am 24. August 1846 empfing er in Hildesheim die Priesterweihe und war danach 17 Jahre lang Gymnasiallehrer am Josephinum, außerdem Bruderschaftsprediger an der Antoniuskirche und ab 1854 Domprediger. 
1863 berief ihn Bischof Eduard Jakob Wedekin in das Amt des Generalvikars, das er mit Umsicht und Klugheit versah. Mehr und mehr lag die Bistumsleitung schon in dieser Zeit in seinen Händen. Nach Wedekins Tod wählte das Domkapitel Sommerwerck zunächst zum Kapitularvikar und am 13. April 1871 zum Bischof. Die Bischofsweihe empfing er am 31. Dezember 1871 durch den Osnabrücker Bischof Johannes Heinrich Beckmann.

## Bischöfliches Wirken

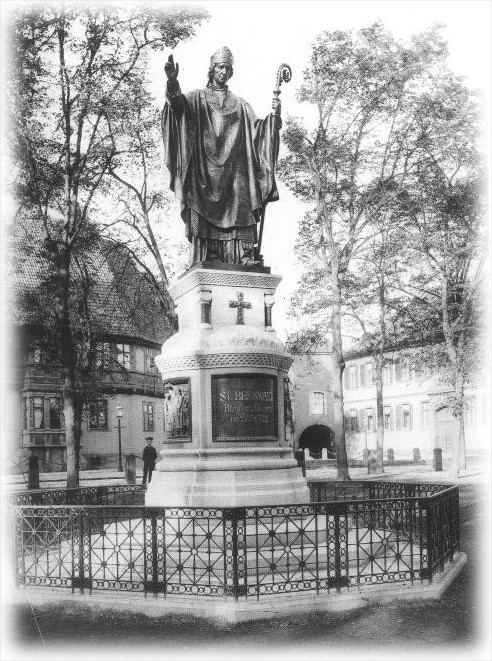
Das Bernwardsdenkmal 1893

Sommerwerck zeigte als Bischof Standfestigkeit, aber auch diplomatisches Geschick und pädagogisches Verständnis. Diese Eigenschaften bewährten sich besonders in der stürmischen Zeit des Bismarckschen Kulturkampfs. Einerseits stärkte er seiner Priesterschaft den Rücken, die fast geschlossen die geforderte Loyalitätserklärung gegenüber dem Staat verweigerte und dafür teilweise massive materielle Schwierigkeiten in Kauf nahm. Andererseits trug er die vom Staat geforderte Einrichtung von Kirchenvorständen für die ordnungsgemäße Verwaltung der Kirchenvermögen aus Überzeugung mit. Um die staatlichen Vorgaben für Pfarrstellenbesetzungen zu umgehen, ließ Sommerwerck vakant werdende Pfarrstellen rechtlich unbesetzt, was ihm nicht weniger als 60 Strafandrohungen seitens der Regierung eintrug. Als Folge des preußischen Klostergesetzes von 1875 mussten fast alle Orden und Kongregationen das Bistum verlassen, was zu schwersten Notsituationen in Schulen, Krankenhäusern und anderen Einrichtungen führte.
Als der Kulturkampf Mitte der achtziger Jahre zu Ende ging, trug Sommerwerck aktiv zur Normalisierung der Verhältnisse bei. Besondere Symbolkraft hatte in diesem Zusammenhang das 900. Jubiläum der Bischofsweihe des hl. Bernward, der seinerzeit Lehrer und Berater von Kaisern gewesen war. Sommerwerck regte persönlich die Anfertigung des großen Bernwardsdenkmals an, das verändert noch heute auf dem Domhof steht, und enthüllte es am 28. September 1893. Auch setzte er sich für den Bau einer repräsentativen St.-Bernward-Kirche in Hildesheim ein und stiftete dafür 35.000 Mark, die Gesamtsumme der Geldgeschenke, die er anlässlich seines Goldenen Priesterjubiläums 1896 erhalten hatte. 1901 wurde Sommerwerck auf allerhöchstes Vertrauen in das Preußische Herrenhaus berufen.
Während Sommerwercks Amtszeit veränderte sich die wirtschaftliche und gesellschaftliche Situation dramatisch. Besonders tiefgreifend waren die Umwälzungen im Ballungsraum Hannover. Die Zahl der Diözesanen stieg von 90.000 auf über 200.000. Bischof Sommerwerck nahm die Entwicklungen mit Wachsamkeit und Besorgnis wahr und unterstützte alle Bestrebungen, die Menschen in den katholischen Verbänden und in der Liturgie zu beheimaten. Sein besonderes Augenmerk galt dem Ausbau des katholischen Schulwesens. Nicht wenige Kirchen wurden erweitert oder neu gebaut. Die zurückkehrenden Orden und Kongregationen wurden teilweise festlich begrüßt und bei der Wieder- oder Neuaufnahme ihrer Lehr-, Pflege- und Seelsorgsarbeit gefördert. Als Daniel Wilhelm Sommerwerck 1905 starb, hinterließ er ein in vieler Hinsicht konsolidiertes und selbstbewusst gewordenes Bistum.